# 織田信憑
織田 信憑（おだ のぶより）は、江戸時代中期から後期にかけての大名。丹波国柏原藩の第4代藩主。通称は万五郎、大学。官位は従四位下出雲守。高長系織田家7代。

## 生涯
寛保元年（1741年）、高家旗本・織田信栄の次男として江戸にて誕生した。初名は信富。
宝暦8年（1758年）3月26日、柏原藩主・織田信旧の長男・元丸、次男・勇千代が早世したため、その養子となる。なお、信旧には同年、3男の信応が生まれた。そのため、寛政元年（1789年）12月、信憑は信応を養嗣子に迎えた。宝暦10年（1760年）7月1日、第10代将軍・徳川家治に御目見する。
天明3年（1783年）7月2日、家督を相続する。同年12月18日、従五位下・出雲守に叙任する。天明4年（1784年）4月25日、藩主として初めてお国入りする許可を得る。
文化12年（1815年）12月23日、老年に至るまで参勤交代といった大名としての責務を怠らず勤めたとして、従五位下から従四位下に昇進する。それに伴って、柳の間詰から大広間詰となる。文政10年（1827年）10月10日に隠居し、長男の信守に家督を譲る。なお、養嗣子の信応は享和元年（1801年）に死去している。
天保2年（1831年）12月10日、江戸において死去、享年91。広徳寺に葬られる。

## 系譜
正室はなし。子女は5男4女。
- 父：織田信栄（1697-1769）
- 母：不詳
- 養父：織田信旧（1710-1783）
- 正室：なし
- 生母不明の子女
  - 長男：織田信守（1772-1840）
  - 次男：織田信存（?-1846） - 織田信味の養子
  - 三男：小堀正徳（?-1826） - 小堀邦明[1]の養子
  - 四男：織田長衆 - 長恵とも名乗る
  - 次女：悌 - 喬松院、吉川経忠正室
  - 四女：律 - 富田知常正室
- 養子
  - 男子：織田信応（1758-1801） - 織田信旧の三男